# Ludwig Lipsker
Ludwig Lipsker (28. Februar 1921 in Homburg – 25. November 2010 in Saarbrücken) war Mitglied des Direktoriums des Zentralrates der Juden in Deutschland.

## Leben und Wirken
Lipsker war ein Sohn von Marcus Leib Lipsker und Zlata Derschowitz. Ende 1935 emigrierte er mit seinen Eltern nach Palästina. Er wurde dort Mitglied der Palmach und nahm am Unabhängigkeitskrieg nach der Gründung des Staates Israel teil. Danach fuhr er als Offizier der israelischen Handelsmarine zur See, wo er auch seine Frau Rachel Eckstein kennenlernte. Im Jahre 1954 kehrte er ins Saarland zurück, wo er sich durch kaufmännische Betätigung eine Existenz aufbaute. Er setzte sich ehrenamtlich  über 30 Jahre für die Synagogengemeinde Saar ein; er wurde Mitglied der Repräsentanz und des Vorstandes. Er war lange Jahre Vorsitzender der Repräsentanz und 10 Jahre Vorsitzender des Vorstandes sowie Mitglied des Zentralrates der Juden in Deutschland. Ludwig Lipsker nahm 1993, als Vorsitzender der Synagogengemeinde, Verhandlungen mit der Saarländischen Regierung auf, um eine staatsvertragliche Regelung über finanzielle Zuwendungen zu erreichen. Dieser Vertrag war für Ludwig Lipsker ausgesprochen wichtig, um den Fortbestand der Existenz der Synagogengemeinde zu sichern, und er arbeitete über Jahre daran. So kam es im Jahre 2001 zu einem Staatsvertrag mit dem Saarland, in welchem eine jährliche finanzielle Unterstützung rechtsverbindlich zugesagt wurde.
Da Lipsker von Haus aus eine religiöse Erziehung hatte, war er auch eines der wenigen Mitglieder der Synagogengemeinde Saar, der imstande war, als Vorbeter Gottesdienste zu leiten. Über Jahre half er so ehrenamtlich als Vorbeter bei Jahrzeitgottesdiensten, am Schabbat und an Feiertagen wie den Jom Kippur, insbesondere in  jenen Zeiten, zu denen in Saarbrücken kein Rabbiner fungierte.
Ludwig Lipsker zeichnete sich über all die Jahre insbesondere durch sein soziales Engagement, seinen Einsatz um jüdisch-christliche Zusammenarbeit und die Integration neu zugewanderter Juden aus der ehemaligen Sowjetunion aus. Für dieses Engagement wurde er 2003 mit dem Verdienstkreuz 1. Klasse des Verdienstordens der Bundesrepublik Deutschland ausgezeichnet.
In seinem persönlichen Leben war Ludwig Lipsker nach einer ersten, noch in Israel geschiedenen Ehe, über 60 Jahre mit seiner Frau Rachel Eckstein verheiratet, einer Holocaust-Überlebenden. Gemeinsam zogen sie drei  Kinder groß: Benjamin, aus erster Ehe, der Allgemeinarzt wurde, sowie Margit und Dan aus zweiter Ehe, die Konferenzdolmetscherin bzw. Facharzt und Professor für Dermatologie wurden.